# Гымзово
Гымзово (болг. Гъмзово) — село в Болгарии. Находится в Видинской области, входит в общину Брегово. Население составляет 699 человек.

## Политическая ситуация
В местном кметстве Гымзово, в состав которого входит Гымзово, должность кмета (старосты) исполняет Любослав Петров Ангелов (демократический союз «Радикалы») по результатам выборов.
Кмет (мэр) общины Брегово — Милчо Лалов Выков (Болгарская социалистическая партия (БСП)) по результатам выборов.